# Синдром Марфана
Синдром Марфана — генетичне порушення розвитку сполучної тканини. Ступінь порушення може варіюватися. Хворі на синдром Марфана зазвичай мають високий зріст, худорляву статуру, довгі руки, ноги, пальці та ступні, також для них характерні надзвичайна гнучкість суглобів і сколіоз. Найсерйозніші ускладнення пов'язані з аортою та мітральним клапаном — у хворих часто діагностують аневризму аорти та недостатність мітрального клапана через пролапс задньої стулки. Інші органи, в яких можуть виникати зміни, включають легені, очі, кістки та хребет.
Синдром Марфана — аутосомно-домінантне захворювання, що у 75 % спадкове, а у 25 % виникає через спонтанні мутації. Мутації найчастіше виникають у гені, що кодує синтез фібриліну-1, що призводить до порушення структури сполучної тканини. Діагноз про наявність синдрому Марфана у хворого часто базується на використанні критеріїв Гента.
Немає етіотропного лікування синдрому Марфана. Більшість хворих живуть звичайним життям, використовуючи симптоматичне лікування. Воно часто включає використання бета-блокаторів, таких як пропранолол, або, у разі підвищеної чутливості до нього, блокаторів кальцієвих каналів та ACE інгібіторів. Хірургічне втручання може бути необхідне для корекції аневризми аорти та мітрального клапана. До загальних рекомендацій для хворих на синдром Марфана належить уникнення важких фізичних вправ.
Синдром Марфана є рідкісним захворюванням, що трапляється з частотою від 1 на 3 000 до 1 на 10 000 новонароджених, за іншими даними — 1 на 5 000 новонароджених. Зустрічається однаково часто як серед чоловіків, так і серед жінок, як і всі автосомно-домінантні захворювання. Поширеність не залежить від раси та регіону. 

## Історія
Синдром Марфана був названий на честь Антуана Марфана, французького педіатра, який уперше описав цей стан у 1896 році, після того, як помітив типові ознаки у 5-річної дівчинки. Ген, пов'язаний із захворюванням, був уперше виділений Франчезко Рамірезом у Медичному центрі Маунт Синай (Mount Sinai Medical Center), міста Нью-Йорк у 1991.

## Епідеміологічні особливості
Досліджено, що на синдром Марфана жінки і чоловіки хворіють однаково часто,  і мутація не залежить від етнічних і географічних біомів. Частота хворих становить 1:3.000–10.000.

## Патогенез

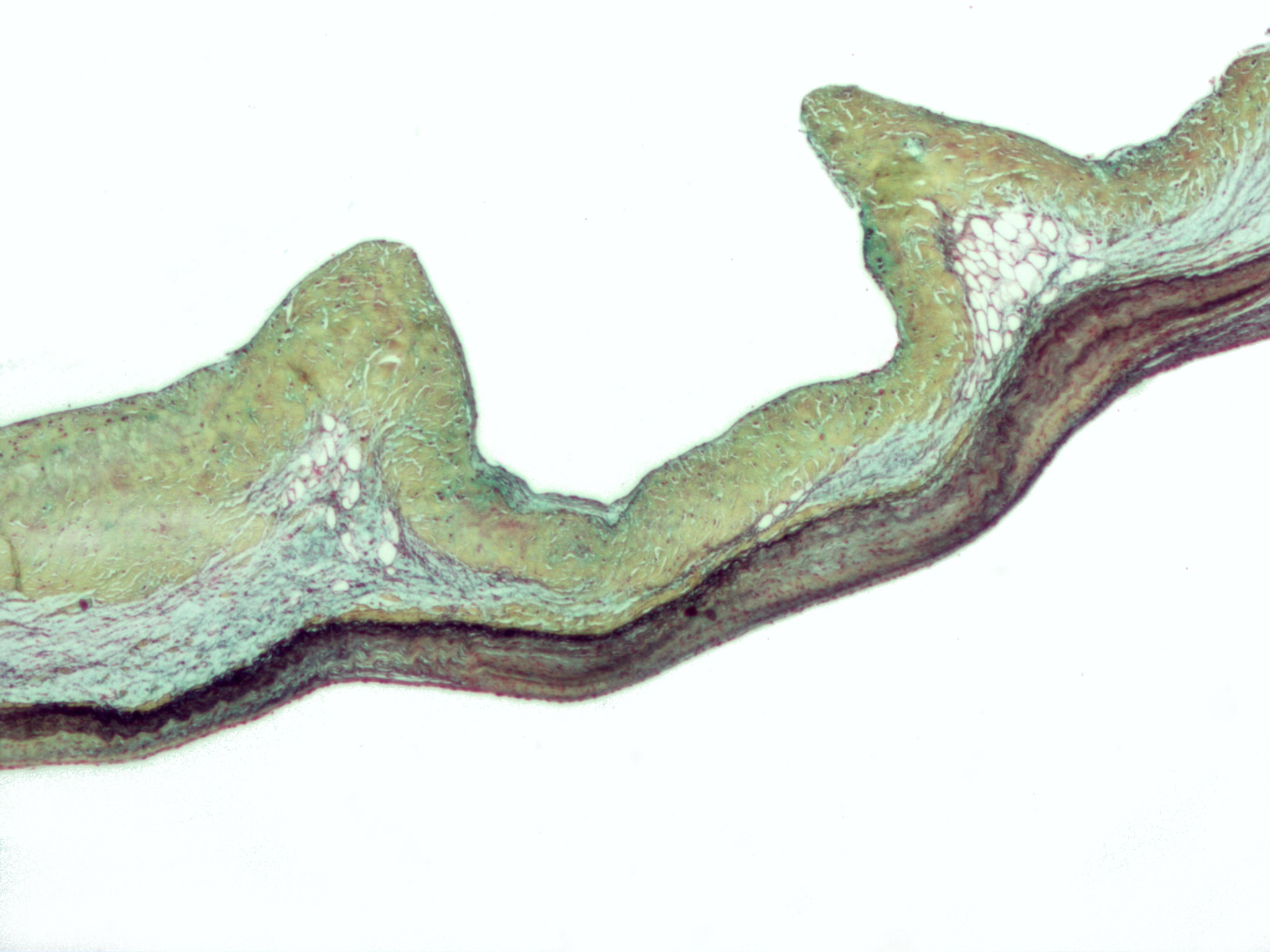
Мікропрепарат, де є міксоматозна дегенерація аортального клапану, який часто зустрічається при синдромі Марфана

Синдром Марфана спричиняється мутаціями FBN1 гена 15 хромосоми, що кодує фібрилін-1 — глікопротеїновий компонент екстрацелюлярного матриксу. Фібрилін-1 є необхідний для правильного формування екстрацелюлярного матриксу, а саме біогенезу і підтримання еластичних волокон. Екстрацелюлярний матрикс є критично необхідний для структурної інтеграції сполучної тканини, а також слугує резервуаром для факторів росту. Еластичні волокна існують у кожному куточку людського тіла, проте найважливішу функцію виконують в аорті, сухожилках і війчастому пояску ока. Тому ці зони і є найбільш вразливі.
Трансгенетичні миші-носії єдиної копії мутантного фібриліну-1, мутації схожої на ту, яка виникає в людському гені, спричинює у мишей розвиток синдрому Марфана. Миші з цим дефектним геном мають схожі прояви з людськими. Окрім цього, зниження вмісту нормального фібриліну-1 породжує Марфан-пов'язані захворювання у мишей.
Трансформаційний фактор росту бета (TGF-β) відіграє важливу роль у розвитку синдрому Марфана. Фібрилін-1 безпосередньо пов'язаний з неактивною формою TGF-β, що зберігає його неактивність в результаті відсутності біологічної активності останнього. Найпростіша модель синдрому Марфана виглядає приблизно так: зниження рівня фібриліну-1 спричиняє підвищення рівня TGF-β через зворотній негативний зв'язок синтезу останнього із зв'язуванням з рецепторами. Хоча не є доведено взаємозв'язок TGF-β  і специфічного патогенезу цього захворювання, проте доведено виникнення запальної реакції з вивільненням базофільних протеаз, що власне і спричиняє повільну деградацію еластичних волокон та інших компонентів екстрацелюлярного матриксу. Важливість TGF-β у формуванні цього патологічного механізму була доведена після відкриття синдрому Луїза-Діца, який спричинено змінами TGFβR2 гена 3 хромосоми, що кодує рецепторний протеїн до TGF-β. Синдром Марфана часто плутають із синдромом Луїза-Діца, через практично однаковий клінічний перебіг обох патологій.

## Клінічні ознаки

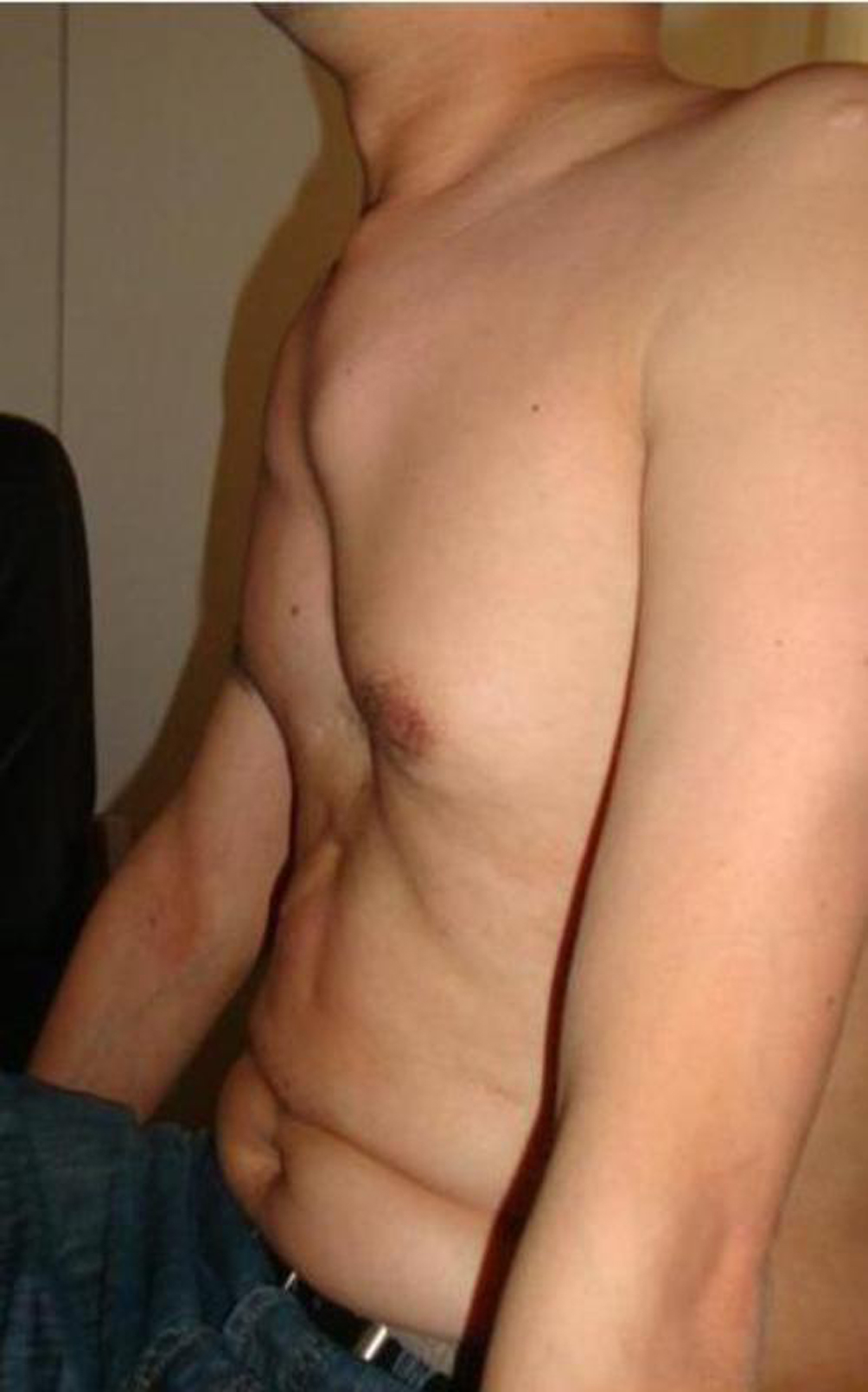
Деформація груднини, pectus excavatum, у хворого на синдром Марфана

Сьогодні відомо більше ніж 30 різних ознак і симптомів, за допомогою яких можна діагностувати синдром Марфана. Найбільш виразні з них асоційовані з кістковою, серцево-судинною та зоровою системами, проте часто буває уражена вся сполучна тканина.

### Кісткова система
Більшість видимих ознак пов'язані з кістковою системою. Багато хворих на синдром Марфана ростом вище за середній, мають легку непропорційність, довгі, худі кінцівки, тонкі зап'ястя з довгими пальцями і ступнями (арахнодактилія). Окрім цього, хворі на синдром Марфана можуть мати сколіоз, грудний лордоз, деформовану грудину, високу гнучкість суглобів, високо розміщену піднебінну кістку з деформованим зубним рядом і порушенням прикусу, плоскостопість, сутулість і розтяжки на шкірі. Ці порушення можуть спричиняти біль в суглобах, кістках і м'язах. Деякі хворі на синдром Марфана мають порушення мовлення, яке спричинюють вади розвитку — високе піднебіння і малі щелепи. Часто у хворих виникає остеоартрит. Інші ознаки включають обмежений рух стегон через атипове розміщення голівки стегнової кістки в кульшовому суглобі

### Зорова система

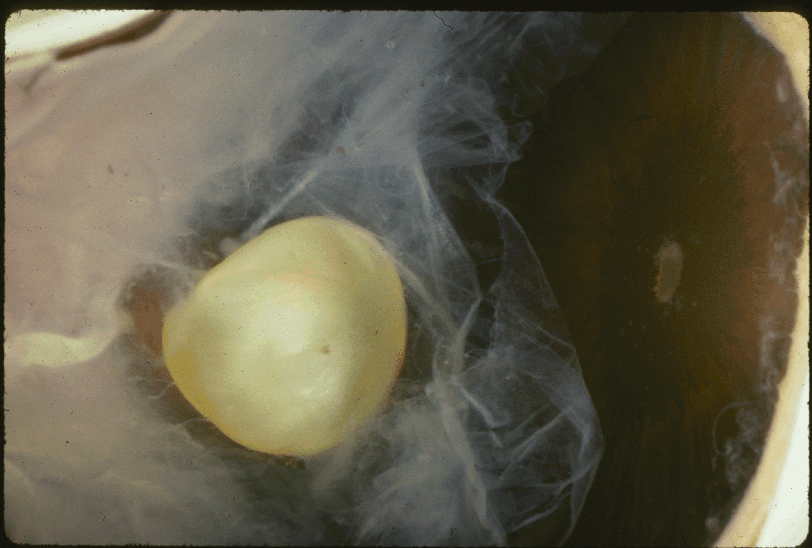
Дислокація кришталика при синдромі Марфана, з його ниркоподібною формою і розміщенням біля циліарного тіла.

При синдромі Марфана порушення зорової системи різноманітні, проте в більшості зустрічається дислокація кришталика. Це трапляється через слабкість війчастого пояска (циннової зв'язки) — сполучнотканинних тяжів, які взаєморозташовують кришталик в оці. Війчастий поясок містить у великій кількості фібрилін-1, що і створює підвищену пластичність пояска при порушеннях конформації білка. Нижні шари циннової зв'язки мають найвираженішу дисфункцію, що власне і спричиняє рух кришталика вгору і назовні, у більшості хворих. При синдромі Марфана супутніми є близькозорість, проте трапляється і далекозорість, особливо у випадках дислокації кришталика всередину щодо передньої камери ока. Сублюксація (часткова дислокація) кришталика визначається клінічно у 80 % пацієнтів за допомогою сліт-ламп біомікроскопа.
Інші ознаки та симптоми, пов'язані з ураженнями системи зору, включають збільшення кривини очного яблука, міопію, страбізм, ексотропію та езотропію.

### Серцево-судинна система
Життєво загрозливі ознаки і симптоми, пов'язані з порушеннями серцево-судинної системи: слабість, задишка, тахікардія (пришвидшене серцебиття), загруднинний біль, який інколи іррадіює в спину, плече або руку. При порушеннях периферичної гемодинаміки у хворих на синдром Марфана може бути виражена гіпотермія кінцівок. Порушення серцевих тонів, провідної системи серця, а також симптоматика серцевої ішемії повинні бути сигналом для лікаря до наступних обстежень серцево-судинної системи. Для хворих на синдром Марфана є типовим дегенерація медії аортального та мітрального клапанів, що спричиняє недостатність (регургітацію) останніх. Однак найважливішою ознакою для діагностики синдрому Марфана залишається аневризма (розширення) аорти. Відомі випадки безсимптомного перебігу аневризми аорти, яка після повної дегенерації медії розшаровувалась, що власне і спричиняє підвищену смертність хворих.
Через порушення сполучної тканини існує підвищений ризик дислокації мітрального протезу. Через це надається перевага хірургічному ремоделюванню над протезуванням клапана. У випадку протезування аорти рекомендуються клапан-збережувальні операції (операція Девіда тощо).

### Легені
Легенева симптоматика не є головною особливістю перебігу синдрому Марфана, проте деколи може виникати спонтанний пневмоторакс. Під час спонтанного одностороннього пневмотораксу повітря потрапляє у плевральний простір між грудною кліткою і легенями. Через це виникає компресія і навіть колапс легень. Це супроводжується відчуттям у хворого болю, задишки, ціанозу і може спричинити смерть. Інші легеневі прояви синдрому Марфана включають нічне апное та ідіопатичні обструктивні легеневі захворювання. Патологічні зміни у легенях включають кистозні зміни, емфізему, пневмонії, бронхіектаз, верхівковий фіброз і вроджені зміни, такі як гіпоплазія середньої частки.

### Нервова система
Дуральна ектазія — слабість сполучної тканини твердої мозкової оболони спинного мозку часто є причиною зниження якості життя хворого. Це ускладнення часто є недіагностоване, внаслідок відсутності явних ознак. Симптоматика наступна: біль у нижній частині спини, ногах, у животі, інші неврологічні симптоми у нижніх кінцівках та навіть головний біль. Ці симптоми більш виражені при горизонтальному положенні хворого. Дуральна ектазія в ранніх стадіях розвитку рідко діагностується за допомогою рентген-моніторингу. При магнітно-резонансному обстеженні проявляється розширеною твердою мозковою оболоною поперекових хребців. Інші хребцеві проблеми, пов'язані з синдромом Марфана, включають дегенерацію хребцевих дисків, спінальні кисти і дисфункцію автономної нервової системи.

## Генетика
Кожний із батьків має 50 % передачі генетичного дефекту кожному з дітей через автосомно-домінантну природу мутації. Більшість хворих на синдром Марфана мають родича з цим захворюванням. У близько 15-30 % усіх хворих дана мутація виникла вперше; такі спонтанні мутації виникають в 1 з 20.000 випадків. Синдром Марфана є також прикладом негативної домінантної мутації та гаплонедостатності. Ця мутація має варіабельну експресивність, неповна пенентрантність не була задокументована.

## Діагностика
Діагностичні критерії синдрому Марфана були міжнародно затвердженими у 1996. Діагноз синдрому Марфана базується на основі родинної історії та поєднання основних і другорядних індикаторів порушення, що рідко зустрічається в більшості популяції, наприклад: чотири ознаки порушень кісткової системи з однією або більше ознаками інших систем організму, таких як зорового аналізатора чи серцево-судинної, які одночасно можна діагностувати у одного хворого. Наступні стани можуть виникати внаслідок синдрому Марфана, проте зустрічаються у людей без цього синдрому.
- Аневризма або розширення аорти

- Арахнодактилія
- GERD
- Двохстулковий аортальний клапан
- Кисти
- Кистозний некроз медії
- Дегенеративне захворювання хребців
- Викривлення носової перетинки[31]
- Дуральна ектазія
- Ранні катаракти
- Рання глаукома[32]
- Ранній остеоартрит[33]
- Ектопія кришталиків
- Емфізема[34]

- Колобома очної райдужки[35]
- Вищий середнього ріст
- Тахікардія[36]
- Кили
- Високо розміщена піднебінна кістка
- Підвищена рухливість суглобів
- Кіфоз
- Недостатність клапанів серця
- Мальоклюзія
- Мікрогнатія (мала нижня щелепа)[35]
- Пролапс мітрального клапана
- Міопія (близькозорість)

- Обструктивні захворювання легень
- Остеопенія (низька кісткова щільність)[37]

Ознаки долоні: згори — нормальна долоня, нижче — долоня хворого на синдром Марфана

- Pectus carinatum або екскавація
- Плоскостопість[38]
- Пневмоторакс
- Відшарування сітківки
- Сколіоз
- Апное під час сну (нічне)[25]
- Шкірні розтяжки[39]
- Порушення розміщення зубів[39]
- Довге, худе лице[35]
- Темпоромандібулярна дисфункціяТ[40]

### Ревізія Гентської нозологічної класифікації
У 2010 нозологія Гента була переглянута, і нові діагностичні критерії додалися до попередньої домовленості 1996. 7 нових критеріїв можуть бути використані для діагностики:
У випадку відсутності родинної історії синдрому Марфана:
1. Z-score кореня аорти ≥ 2 і вивих кришталика
2. Z-score кореня аорти≥ 2 і мутація FBN1 гена
3. Z-score кореня аорти ≥ 2 і системна оцінка* > 7 points
4. Вивих кришталика і мутація FBN1 з діагностованою вадою аорти

У випадку наявності синдрому Марфана у родичів:
1. Вивих кришталика
2. Системна оцінка* ≥ 7
3. Z-score кореня аорти≥ 2

- Системна оцінка:
  - Зап'ясткова і долонна ознака = 3 (у випадку наявності лише однієї = 1)
  - Pectus carinatum формація = 2 (pectus excavatum або асиметрія грудної клітки = 1)
  - Плоскостопість = 2
  - Дуральна ектазія = 2
  - Protrusio acetabuli = 2
  - Пневмоторакс = 2
  - Зменшення співвідношення верхньої та нижньої частин тіла і збільшення співвідношення довжини рук до висоти і тяжкий сколіоз = 1
  - Сколіоз або кіфоз = 1
  - Знижена рухливість ліктя = 1
  - Лицеві ознаки (3/5) = 1 (доліхосефалія, енофтальмоз, звислі повіки, гіпоплазія молярів, ретрогнатія)
  - Розтяжки шкіри (стриї) = 1
  - Міопія > 3 diopters = 1
  - Пролапс задньої стулки мітрального клапана 1⁄4 1

Долонна ознака (ознака Стайнберга) визначається, якщо у пацієнта гіпермобільний ліктьово-зап'ястний і променево-зап'ястний суглоби.
Зап'ясткова ознака (ознака Волкера) позитивна, якщо пацієнт може обхопити однією рукою другу, торкаючись великим пальцем мізинця.

### Диференційна діагностика
Багато різних порушень можуть продемонструвати симптоматику синдрому Марфана. Генетичні дослідження і оцінка різних ознак і симптомів дозволяють їх відрізнити. Наступні захворювання схожі за перебігом на синдром Марфана:
- Синдром Ашара
- Вроджена арахнодактилія або синдром Білса
- Синдром Ехлера-Данлоса
- Гомоцистинурія
- Синдром Луїса-Дієца
- MASS фенотип
- Множинна ендокринна неоплазія, тип 2B
- Синдром Шпрінтцена-Голдберга[44]
- Синдром Стіклера

## Лікування
Немає причинного лікування синдрому Марфана, проте впродовж останніх років тривалість життя хворих значно покращилось, і зараз схоже до життя звичайної людини. Синдром лікується симптоматично, щодо ушкоджень різних органів. У дітей медикаментозно запобігається дилатація (розширення) аорти.
Регулярний огляд у кардіолога є необхідним для спостереження серцевих клапанів і аорти. Головною метою в лікуванні є сповільнення прогресії дилатації аорти і ушкодження серцевих клапанів за допомогою профілактики порушень провідної системи серця (аритмії, тахікардія) і зменшення системного кров'яного тиску.

### Медикаментозна терапія
Медикаментозна терапія часто включає бета-блокатори, такі як пропранолол, або у разі нетолерантності хворого до нього, блокаторів кальцієвих каналів та ACE інгібіторів.
Через те, що антагоністи ангіотензин-2 рецепторів також знижують вміст TGF-β, ці препарати досліджувались на пацієнтах з тяжким перебігом синдрому Марфана і спричинили сповільнення розширення аорти. Проте, нещодавні дослідження показали схожі результати після використання ARB, лозартану і сучасної бета-блокаторної терапії, наприклад препарату атенолол.

### Фізична активність
Американська Асоціація Серця (The American Heart Association) має наступні рекомендації для хворих на синдром Марфана з відсутньою або малою дилатацією аорти:
- Дозволені заняття: боулінг, гольф, снорклінг, спортивне ходіння, тредміл.
- Середній ризик несуть наступні: баскетбол, рокетбол, сквош, біг, катання на лижах, футбол, теніс, бейсбол, катання на мотоциклі, кінний спорт.
- Високий ризик несуть наступні: бодібілдинг, вайтліфтинг, хокей, скелелазіння, віндсерфінг, серфінг, скубадайвінг.

### Хірургічні втручання
Якщо дилатація аорти прогресує, викликаючи розрив або травми кореня аорти, а також призводить до тяжкої недостатності аортального або інших клапанів, тоді хірургічне втручання стає необхідним. Протезування аорти — це складна операція, проте, якщо виконана планово, має значно більше шансів на успіх. Саме втручання залежить від тяжкості стану пацієнта, і зараз існують операції зі збереженням клапанного апарату. Існує тенденція і до збільшення кількості інших судинних операцій у хворих на синдром Марфана, через збільшення тривалості життя останніх, наприклад: протезування низхідної частини грудної аорти а також інших судин.
Кісткові та зорові прояви синдрому Марфана також можуть бути складними, проте ніколи — життєво небезпечними. Ці симптоми зазвичай лікуються типово, наприклад різними знеболювальними або м'язовими релаксантами. Через те, що синдром Марфана може спричинити асимптоматичні спинні деформації, різного роду хребтові операції мусять виконуватись з особливою обережністю, попри складність самої операції.
Лікування спонтанного пневмотораксу залежить від кількості повітря у плевральному просторі та перебігу ускладнення у конкретного хворого. Невеликий пневмоторакс може самовирішитись без активного втручання протягом 1-2 тижнів. Рецидивуючі пневмоторакси можуть потребувати хірургічного втручання. Тяжкі пневмоторакси вимагають грудної дренажної системи, яку використовують протягом декількох днів. Великі пневмоторакси є ургентними станами, які вимагають ургентної декомпресії.

### Вагітність
Упродовж вагітності, навіть за відсутності серцево-судинних аномалій, жінки з синдромом Марфана мають високий ризик розшарування аорти, яке часто є фатальним за відсутності негайного хірургічного втручання. Жінки з синдромом Марфана повинні проходити ехокардіографічне обстеження кожні 6–10 тижнів упродовж вагітності для оцінки діаметра кореня аорти. Під час періоду пологів більшості виконується кесарів розтин.
Синдром Марфана експресується домінантно. Це означає, що дитина одного з батьків, який переносить мутований ген, має 50 % шанс народитися хворою. У 1996 році був виконаний перший передімплантаційний генетичний тест. Це означає, що на ранньому етапі вагітності було проведене генетичне тестування для визначення і переривання вагітності у випадку наявності в ембріона мутованого гена, відповідального за синтез фібриліна-1.

## Прогноз
Завдяки сучасній серцевосудинній хірургії та терапії лозартаном і метопрололом, прогноз у хворих на синдром Марфана позитивний. Проте раніше тривалість життя у вищезгаданих була знижена в середньому на третину. Більшість помирали у підлітковому віці через серцево-судинні проблеми. Сьогодні адекватне профілактичне лікування і раннє діагностування дозволяє уникнути більшості симптомів. Отже існує тенденція до подовження життя хворих на синдром Марфана. Відомо, що жінки з синдромом Марфаном в середньому живуть довше.

## Суспільство і культура
Популяризатори синдрому Марфана:
- Фло Гімен (Flo Hyman), олімпійська срібна медалістка з жіночого волейболу (1984), яка раптово померла під час матчу від розшарування аорти.[52]
- Джонатан Ларсон (Jonathan Larson), автор і композитор Рент (Rent), який помер від розшарування аорти в день перед музичним виступом.[53][54]
- Вінсент Шіавеллі (Vincent Schiavelli), актор і представницьке лице Фундації Марфана (The Marfan Foundation), пізніше перейменованої на Національну Фундацію Марфана, який хворів на синдром Марфана, але помер від невідомої причини.
- Музикант Бредфорд Кокс (Bradford Cox) з інді-рок гурту Діргантер (Deerhunter).[55]
- Офшор Еван Робертсон (Ewan Robertson), музикант і графічний редактор Біг Дада Рекордінгс (Big Dada Recordings), який раптово помер під час серцевої операції, пов'язаної з синдромом Марфана.[56]
- Ісаах Овстін (Isaiah Austin), гравець баскетбольної команди, через діагноз синдрому Марфана мусів покинути кар'єру в NBA (Ен-Бі-Ей).[57][58]
- Жавієр Ботет (Javier Botet), іспанський актор, який грав ролі надприродних створінь у фільмах жахів, таких як: REC, Mama[59] і The Strain телевізійні серії.[60]

Дослідники вважають, що Ахенатен (Akhenaten), фараон Єгипту 18 покоління міг хворіти на синдром Марфана.
Авраам Лінкольн (Abraham Lincoln) вважався протягом певного часу хворим на синдром Марфана, проте ця точка зору була спростована сучасними генетиками. Отримання точного результату є неможливим, через відмову отримання зразка ДНК.